# Egidio Feruglio
Egidio Feruglio (Feletto Umberto, Udine, 1 de septiembre de 1897 - ibíd., 14 de julio de 1954) fue un naturalista, geólogo y docente italiano, Doctor en ciencias naturales.

## Biografía
Cursó los estudios universitarios en Florencia, donde se graduó de doctor en ciencias naturales en 1920.
Desde 1920 hasta 1925, desempeñó sucesivamente los cargos de naturalista en la "Stazione Chimico-Agraria Sperimentale de Udine", y de ayudante en la cátedra de geología de la Universidad de Cagliari.
En este período se dedicó especialmente a estudios y levantamientos geoagrológicos, geológicos, hidrológicos y glaciológicos en los Alpes, los Apeninos y en la isla de Cerdeña, y dictó las clases prácticas de la cátedra a la que estaba adscripto.
En 1925, va a Argentina, y se incorpora como geólogo ayudante a la "Dirección General de Yacimientos Petrolíferos Fiscales", hasta 1928, realizando viajes de estudio en las provincias de Salta, Jujuy, Mendoza, Río Negro, Chubut y Santa Cruz, para la búsqueda y el levantamiento geológico de yacimientos petrolíferos.
Luego de un viaje de un año a Italia, donde realizó estudios de fósiles en el instituto Geológico de la Universidad de Bolonia, volvió a Argentina, para continuar sus investigaciones al frente de las comisiones geológicas de YPF destacadas en la Patagonia y en la provincia de Salta.
De 1932 hasta 1934 estuvo nuevamente en Italia, incorporado al Instituto Geológico de la Universidad de Bolonia, en la cual dictó paleontología, se dedicó al estudio de fósiles, y efectuó levantamientos en los Alpes Orientales.
De vuelta en Argentina en 1934, reanudó sus trabajos y estudios como jefe de las exploraciones geológicas que realizaba YPF en la Patagonia.
En 1937, pasó a la Dirección General en Buenos Aires, y de allí efectuó viajes de estudio y levantamiento en Corrientes, Mendoza, Neuquén, Río Negro, Patagonia y Tierra del Fuego.
A mediados de 1940, fue adscripto a la Universidad Nacional de Cuyo, en Mendoza, con la misión de organizar el Instituto del Petróleo y dictar el curso de mineralogía y geología en la Escuela de Agronomía.
En 1941, se incorporó definitivamente a la Universidad. Desde entonces siguió desempeñando el cargo de director del Instituto del Petróleo, y dictando en él las cátedras de geología y petrología.
Además de los trabajos y estudios directamente relacionados con los cargos desempeñados, efectuó por su cuenta exploraciones en Uruguay, en la Cordillera del lago Argentino (conjuntamente con el padre Alberto M. De Agostini) y viajes a las provincias de Córdoba, San Juan, La Rioja, etcétera, a Chile austral y central, y al Brasil.
Autor de un centenar de publicaciones sobre geología, paleontología y fisiografía, editadas en Italia y en la Argentina, e ilustradas en parte con mapas geológicos. Su principal contribución científica se refiere a la región véneta en su patria, y a la Patagonia.
Colaboró en diversas revistas europeas y argentinas. Fue miembro de la Academia Nacional de Ciencias y correspondiente y socio de varias instituciones científicas nacionales y extranjeras.
Falleció en su ciudad natal, en 1954.

## Algunas publicaciones

### Libros
- 1949. Descripción geológica de la Patagonia. Vols. 2-3. Editor Impr. y Casa Editora Coni. 431 pp.

- 1944. Estudios geologicos y glaciologicos en la región del Lago Argentino (Patagonia): (Expedición Alberto M. De Agostini 1930-31). Editor Academia Nacional de Ciencias, 255 pp.

- 1936. Nuevas especies de moluscos supracretáceos y terciarios de la Patagonia. Editor	Tall. Gráf. R. Canals, 16 pp.

- La abreviatura «Feruglio» se emplea para indicar a Egidio Feruglio como autoridad en la descripción y clasificación científica de los vegetales.[1]

## Abreviatura (zoología)
La abreviatura Feruglio  se emplea para indicar a Egidio Feruglio como autoridad en la descripción y taxonomía en zoología.

## Honores
La "Gruta de Villanova" en la provincia de Udine lleva su nombre. Como también el "Museo Paleontológico Egidio Feruglio", de Trelew, Argentina, y el "Premio Feruglio" de esa Institución.